# ذخيرة الحافة النارية
ذخيرة الحافة النارية هي نوع من الخراطيش المعدنية المستخدمة في الأسلحة النارية حيث يوجد الصاعق داخل حافة محيطية مجوفة تبرز من قاعدة غلافها. عند إطلاقها، سيضرب دبوس إطلاق البندقية الحافة ويسحقها مقابل حافة مؤخرة السبطانة، مما يؤدي إلى شرارة مركب الصاعق داخل الحافة، وبالتالي إشعال الدافع داخل العلبة. اخترعها لويس نيكولاس فلوبيرت في عام 1845م.

مقارنة بين الاشتعال المركزي والاشتعال الدائري

## أقرأ
- حافة الأسلحة النارية
- ذخيرة مركزية